# Paul Röhle

Paul Röhle

Paul Röhle (* 29. April 1885 in Barmen; † 13. Januar 1958 in Wiesbaden) war ein deutscher Politiker der SPD.

## Leben und Beruf
Paul Röhle wurde als Sohn eines Bauunternehmers geboren. Nach dem Besuch der Volksschule in Barmen absolvierte er von 1899 bis 1902 eine Lehre als Dekorationsmaler und arbeitete im Anschluss bis 1912 als Malergeselle in verschiedenen Städten Deutschlands. Er engagierte sich im Verband der Maler Deutschlands, wurde im März 1903 Mitglied der Gewerkschaft und war von 1906 bis 1911 Vorsitzender der Niederlassung in Düsseldorf. Von Januar 1912 bis März 1915 war er als Gewerkschaftsangestellter für den Malerverband in Plauen tätig. Gleichzeitig fungierte er als Vorstandsmitglied des Gewerkschaftskartells. Von April 1915 bis Oktober 1919 war er Arbeitersekretär in Plauen.
Am 30. Januar 1933 ergriff das NS-Regime die Macht in Deutschland. Röhle avisierte Gewerkschaftern zunächst eine „große Entscheidungsschlacht“; zu dieser kam es aber nicht.
Röhle wurde im Juni 1933 kurzzeitig in „Schutzhaft“ genommen. Nach seiner Haftentlassung war er zunächst erwerbslos, arbeitete dann als Handelsvertreter und wurde 1939 bei der Rohstoffhandelsgesellschaft in Berlin dienstverpflichtet. Unterlagen im Bundesarchiv belegen, dass Röhle unter der Deckbezeichnung S 18 (vorübergehend auch S 17) V-Mann des Gestapo-Kommissars Bruno Sattler („Marxismus“-Dezernat im Geheimen Staatspolizeiamt Berlin) war. Nach 1945 wirkte er als Präsidialdirektor beim Oberregierungspräsidium Rheinland-Hessen-Nassau (siehe Geschichte von Rheinland-Pfalz). 
Von 1947 bis 1951 war er Präsident des Landesarbeitsamtes Rheinland-Pfalz (Sitz in Koblenz).

## Partei
Röhle trat im April 1902 in die SPD ein. Nach dem Ersten Weltkrieg war er Vorsitzender des Arbeiter- und Soldatenrates in Plauen und Mitglied des Landes-Arbeiter- und Soldatenrates für Sachsen. Von November 1919 bis 1933 war er Bezirkssekretär der SPD für die Provinz Hessen-Nassau mit Sitz in Frankfurt am Main, von 1920 bis 1933 auch Mitglied des zentralen Parteiausschusses der Sozialdemokraten. 1945 gehörte er zu den Mitbegründern der Sozialdemokratischen Partei der Provinz Rheinland-Hessen-Nassau, des heutigen SPD-Landesverbandes Rheinland-Pfalz.

## Abgeordneter
Röhle war von 1916 bis 1919 Stadtverordneter in Plauen. 1919/20 gehörte er der Weimarer Nationalversammlung an. Von 1924 bis zur „Machtergreifung“ der Nationalsozialisten 1933 war er Abgeordneter des Preußischen Landtages. Nach dem Zweiten Weltkrieg war er von 1946 bis 1947 Mitglied der Beratenden Landesversammlung des Landes Rheinland-Pfalz und gehörte von 1947 bis 1951 dem Rheinland-Pfälzischen Landtag an. In der ersten Legislaturperiode wurde er zum Vizepräsidenten des Landtages gewählt.

## Öffentliche Ämter
In der provisorischen rheinland-pfälzischen Landesregierung unter Wilhelm Boden war Röhle vom 3. Dezember 1946 bis zum 13. Juni 1947 Arbeitsminister.